# Ruby O. Fee
Ruby O. Fee (7 lutego 1996 r. w San José) – niemiecka aktorka.

## Filmografia[2]
- Armia złodziei (2021),
- Polar (2019),
- Zazy (2016),
- Bibi und Tin voll verhext (2014),
- Womb (2010).